# Sulfato de sodio
El sulfato de sodio (sulfato de disodio, tetraoxosulfato de disodio  o antiguamente sulfato sódico),  Na2SO4) es una sustancia incolora, cristalina, muy soluble en el agua y baja solubilidad en alcohol u otros disolventes orgánicos con excepción de la glicerina. Al solubilizarse en agua, produce el enfriamiento de esta por efecto entrópico debido a que la sal deshidratada es una de las pocas sustancias iónicas cuya solubilidad decrece al aumentar la temperatura, (reacción exotérmica). Al enfriarse una disolución saturada, a menudo se observa sobresaturación.

## Formas
El sulfato de sodio se puede presentar en varias formas, tanto como producto químico de laboratorio, como mineral en estado natural.
- Sulfato sódico anhidro, ( Na2SO4; CAS 7757-82-6). En estado natural se conoce como  thenardita, un raro mineral. Como producto químico, se ha utilizado como agente desecante en síntesis orgánica.
- Sulfato de sodio heptahidratado (Na2SO4 · 7H2O), una forma muy rara.
- Sulfato de sodio decahidratado (Na2SO4 · 7H2O; CAS 7727-73-3). En estado natural se conoce como  mineral mirabilita.   El obtenido en el laboratorio también se conoce como sal de Glauber y en la antigüedad tenía aplicaciones médicas. Muy utilizado por la industria química.

## Propiedades químicas
El sulfato de sodio es un típico sulfato iónico con enlace electrostático. La existencia de iones sulfato libres en la solución está indicada por la fácil formación de sulfatos insolubles cuando estas soluciones se tratan con sales de Ba2+ o Pb2+:
{\displaystyle {\ce {Na2SO4(aq) + BaCl2(aq) -> 2NaCl(aq) + BaSO4(s)}}}
El sulfato de sodio es poco reactivo hacia la mayoría de los agentes oxidantes o reductores. A altas temperaturas, puede convertirse en sulfuro de sodio por reducción carbotérmica (también conocida como reducción termoquímica del sulfato (TSR), calentamiento a alta temperatura con carbón vegetal, etc.):
{\displaystyle {\ce {Na2SO4 + 2C -> Na2S + 2CO2}}}
Esta reacción se empleaba en el proceso Leblanc, una ruta industrial desaparecida para obtener carbonato de sodio.
El sulfato de sodio reacciona con el ácido sulfúrico para dar la sal ácida bisulfato de sodio:
{\displaystyle {\ce {Na2SO4 + H2SO4 <=> 2NaHSO4}}}   El sulfato de sodio muestra una tendencia moderada a formar sales dobles. Los únicos alumbres formados con metales trivalentes comunes son NaAl(SO4)2 (inestable por encima de 39 °C) y NaCr(SO4)2, en contraste con el sulfato de potasio y el sulfato de amonio que forman muchos alumbres estables. Se conocen sales dobles con algunos otros sulfatos de metales alcalinos, incluyendo el Na2SO4-3K2SO4 que ocurre naturalmente como el mineral afitalita. La formación de glaserita por reacción de sulfato de sodio con cloruro de potasio se ha utilizado como base de un método para producir sulfato de potasio, un fertilizante. Otras sales dobles incluyen 3Na2SO4·CaSO4, 3Na2SO4·MgSO4 (vanthoffita) y NaF·Na2SO4.

## Propiedades físicas
El sulfato de sodio tiene unas características de solubilidad inusuales en el agua. Su solubilidad en el agua se multiplica por más de diez entre 0 °C y 32,384 °C, donde alcanza un máximo de 49,7 g/100 mL. En este punto, la curva de solubilidad cambia de pendiente y la solubilidad se vuelve casi independiente de la temperatura. Esta temperatura de 32,384 °C, que corresponde a la liberación del agua cristalina y a la fusión de la sal hidratada, sirve como referencia de temperatura precisa para la calibración de un termómetro.

## Estructura
Los cristales del decahidrato están formados por iones [Na(OH2)6]+ con geometría molecular octaédrica. Estos octaedros comparten aristas de tal forma que 8 de las 10 moléculas de agua están unidas al sodio y otras 2 son intersticiales, estando unidas por hidrógeno al sulfato. Estos cationes están unidos a los aniones sulfato por enlace de hidrógeno. Las distancias Na-O son de unos 240 pm. El sulfato de sodio cristalino decahidratado también es inusual entre las sales hidratadas por tener una entropía residual medible (entropía a cero absoluto) de 6,32 J/(K-mol). Esto se atribuye a su capacidad para distribuir el agua mucho más rápidamente en comparación con la mayoría de los hidratos.

## Producción
La producción mundial de sulfato de sodio, casi exclusivamente en forma de decahidrato, asciende a unos 5,5 a 6 millones de toneladas anuales (Mt/a). En 1985, la producción era de 4,5 Mt/a, la mitad procedente de fuentes naturales y la otra mitad de la producción química. Después de 2000, en un nivel estable hasta 2006, la producción natural había aumentado a 4 Mt/a, y la producción química disminuyó a 1,5 a 2 Mt/a, con un total de 5,5 a 6 Mt/a. Para todas las aplicaciones, el sulfato de sodio producido naturalmente y el producido químicamente son prácticamente intercambiables.